# Man in the Box
Singles de Alice in Chains
We Die Young Bleed the Freak
Man in the Box est le second single du groupe de rock américain Alice in Chains issu de leur premier album Facelift sorti en 1990. La chanson est la seconde piste de l'album et dure 4 minutes et 46 secondes. Les paroles de la chanson ont été écrites par le chanteur Layne Staley et la musique a été composée par le guitariste Jerry Cantrell. Il est sorti en single le janvier 1991 chez le label Columbia Records.
La chanson est apparue sur quatre compilations du groupe - Nothing Safe: Best of the Box (1999), Music Bank (1999), Greatest Hits (2001) et The Essential Alice in Chains (2006).

## Origine et enregistrement
Dans une interview avec le magazine Metal Hammer le guitariste Jerry Cantrell déclare à propos des paroles :
« Layne a écrit les paroles, et je pense qu'il a essayé de dire que les gens sont très semblables aux animaux qui vivent dans de petites cages, et que nous avons un champ de vision limité uniquement à la merde qui est servie dans les journaux »
Dans une interview avec la chaîne de télévision Fuse TV, Layne Staley a déclaré que le texte est sur la censure dans les médias. En outre, le chanteur a ouvertement admis qu'il était sous l'influence de la drogue quand il a écrit le texte de la chanson. À la fois dans le clip vidéo, ainsi que des versions du jeu Rock Band 2, le mot shit (« merde ») figurant dans le premier couplet (Buried in my shit), est remplacé par le mot pit tandis qu'il est remplacé dans le deuxième couplet (Shove my nose in shit) par le mot spit.
La musique se caractérise quant à elle par un riff octave accordé en Drop Db qui est joué par la suite avec une pédale wah-wah. Man in the Box est largement reconnu pour sa mélodie distinctive et de pas avoir d'introduction. Par ailleurs, la chanson comporte un effet de guitare assistée par des voix déformées, à l'aide d'une talkbox.

## Composition
Man in the Box est largement reconnue pour son caractère distinctif « sa mélodie d'ouverture, les paroles et le chant tendu de Layne Staley sont adaptées à l'unisson avec une guitare chargé d'effets » suivi de « ses paroles prodigieuses comme : Feed my eyes / Can you sew them shut?, Jesus Christ / Deny your maker et 'He who tries / Will be wasted avec les chants secs de Jerry Cantrell et également les harmonies vocales de Staley et Cantrell sur les lignes Won't you come and save me.

## Paroles
Dans une interview avec MuchMusic USA, Layne Staley a déclaré que les paroles sont sur la censure dans les médias de masse, et que « J'ai été vraiment défoncé quand je l'ai écrit ».

## Sortie et réception
Man in the Box est sorti en single en janvier 1991. Elle est largement considérée comme l'une des chansons phares du groupe, même si le single n'a atteint que la 18e place au classement du Billboard Album Rock Tracks au moment de sa sortie et a échoué au classement Modern Rock Tracks[pas clair].
Man in the Box a été nommée pour le Grammy Award de la meilleure prestation hard rock en 1992. Elle classée à la 19e place des 40 plus grandes chansons de metal selon le VH1, et son solo de guitare a été classé 77e plus grand solo de guitare par Guitar World. Elle a également été classé 50e au classement des 100 plus grandes chansons des années 1990 réalisé par VH1 en 2007.
Le catcheur professionnel Tommy Dreamer a utilisé la chanson comme sa musique d'entrée de 1995 à 2001 et plus tard en 2010 quand il a quitté la WWE. Steve Huey de AllMusic a qualifié la chanson de « souvent négligée mais importante dans l'ascension du grunge vers la domination » et de « mélange entre les théâtralités du metal et le désespoir introspectif ».

## Liste des morceaux
1. Man in the Box (Edit Version) - 4:28
2. Man in the Box (Album Version) - 4:45

## Récompenses et classements
- La chanson fait partie du classement des 40 meilleures chansons de metal selon VH1, étant classée à la 19e place.